# Oxyopes annulipes
Oxyopes annulipes är en spindelart som beskrevs av Tord Tamerlan Teodor Thorell 1890. Oxyopes annulipes ingår i släktet Oxyopes och familjen lospindlar. Inga underarter finns listade i Catalogue of Life.